# Битва при Агуа-Дульсе
Битва при Агуа Дульсе (англ. Battle of Agua Dulce) произошла 2 марта 1836 примерно в 42 км южнее Сан-Патрисио между повстанцами Мексиканского Техаса и одной из колонн мексиканской Армии действий в Техасе, отделившейся от основных сил и направленной на юго-восток для подавления мятежа. 60 кавалеристов под командой генерала Хосе де Урреа нанеся удар из засады разгромили небольшой техасский отряд, отправленный для ловли лошадей, необходимых для планируемого марша техасцев на город Матаморос.

## Прелюдия
2 октября 1835 считается официальной датой начала Техасской революции, поднятой против растущей диктатуры президента Мексики Антонио Лопеса де Санта-Анны. Спустя несколько недель Санта-Анна начал разрабатывать план подавления мятежа в Техасе. Он оставил свои обязанности президента страны, с тем, чтобы возглавить новообразованную Армию действий в Техасе. В декабре 1835, в Сан-Луи-Потоси Санта-Анна собрал под свои знамёна 6,019 человек. Большая часть армии направилась в центр Техаса с целью отбить Сан-Антонио де Бехар. Другую, меньшую, часть армии возглавил генерал Хосе Урреа, его цель состояла в движении вдоль техасского побережья с целью восстановить морские линии снабжения с Мексикой и взятие форта Президио Ла Байя, расположенном в городе Голиад. 17 февраля 1836 Урреа с 550 солдатами перешёл реку Рио-Гранде возле города Матаморос.

## Разгром лагеря Джонсона в Сан-Патрисио
27 февраля 1836 отряд Урреа внезапно обстрелял лагерь командира повстанцев Фрэнка Джонсона в заброшенном поселении Сан-Патрисио и в ходе нескольких часов разбил техасский отряд. После боя Урреа узнал, что несколькими днями ранее от отряда Джонсона отделилась небольшая часть повстанцев под командой доктора Джеймса Гранта и направилась на юг с целью поимки диких лошадей.

## Разгром отряда Гранта
Не зная о разгроме отряда Джонсона, Грант и его люди отправились на север в Сан-Патрисио, ведя с собой стадо захваченных мустангов. Урреа знал, что они вернутся и возглавил отряд в 60 кавалеристов, чтобы перехватить повстанцев. Мексиканская кавалерия спряталась в двух рощах в 42 километрах южнее Сан-Патрисио. Рубен Браун, Пласидо Бенавидес и сам Грант ехали в 800 м впереди отряда, однако не заметили следов мексиканцев, прятавшихся в засаде. Как только последние техасцы достигли рощи, мексиканцы ринулись в атаку. Многие техасцы были застрелены, прежде чем они успели изготовить своё оружие к бою. Услышав стрельбу, Грант приказал Бенавидесу, знакомому с местностью, ехать в Голиад и предупредить полковника Фэннина о приближении мексиканской армии. Браун и Грант поспешили, чтобы присоединиться к своим товарищам, но когда они подъехали поближе, то поняли, что битва закончилась, большинство техасцев было уже перебито. Удар мексиканской пики убил лошадь под Брауном, но он успел добежать до другой лошади и вскочить в седло. Перепуганные дикие мустанги разбежались, в возникшей неразберихе Грант и Браун смогли бежать. Однако, как вспоминал впоследствии Браун, обе лошади были ранены мексиканцами, стрелявшими вдогонку.
Мексиканские всадники бросились в погоню. Несмотря на то что преследователи кричали техасцам сдаваться, Браун и его товарищ продолжали своё бегство. После 11 километров скачки мексиканцы окружили двоих техасцев и вынудили их спешиться. Грант убил мексиканского солдата, нацелившегося пикой в руку Брауну, после чего мексиканцы буквально изрешетили его выстрелами. Один из мексиканцев бросив лассо, оплёл руки Брауна, после чего он был взят в плен.
Урреа отрапортовал о 41-43 убитых техасцах, но историки полагают, что было убито только 12. Шестеро техасцев было взято в плен, шестерым удалось спастись бегством, но пятеро из них впоследствии были убиты в ходе Голиадской резни. Вопреки приказу Санта-Анны, вынудившего Конгресс издать постановление о признании повстанцев разбойниками, Урреа не стал казнить пленных, а отправил их в Матаморос, где они были помещены в заключение в городской тюрьме. Не было найдено ни одного рапорта о мексиканских потерях, хотя предполагается, что с мексиканской стороны погиб, по меньшей мере, один солдат. После битвы мексиканские солдаты устроили облаву на сбежавших мустангов и переловили их.

## Эпилог
Согласно выводам историка Стефана Хардина, битва показала, что техасцы плохо воюют на открытых равнинах. Новости о приближении Урреа встревожили полковника Фэннина, опасавшегося, что Санта-Анна поведёт войска на Голиад после взятия Бехара, тем самым поставив Фэннина меж двух огней (между войсками Урреа и Санта-Анны). Фэннин писал исполняющему обязанности губернатора Джеймсу Робинсону: «Я могу лучше судить о собственных военных способностях, чем кто-либо и если я смогу командовать армией, то она не должна находиться здесь». 4 марта временное правительство Техаса назначило главнокомандующим Сэма Хьюстона, он приказал Фэннину: «Решайте по своему усмотрению, оставаться ли, там где вы сейчас находитесь или отступать, если вы думаете, что так будет лучше для безопасности храбрых добровольцев под вашим командованием и милиционеров».

## Комментарии
1. ↑   Согласно законам того времени пойманные разбойники подлежали казни